# 竹中道路
株式会社竹中道路（たけなかどうろ）は、東京都に本社を置く建設会社。

## 概要

### 事業所所在地
- 本社 / 東京本店 - 東京都江東区木場2-14-16
- 大阪本店 - 大阪市鶴見区鶴見6-7-30

## 沿革
- 1961年（昭和36年） - 第一舗材株式会社創立。
- 1966年（昭和41年） - 興國道路株式会社と改称。
- 1974年（昭和49年） - 株式会社朝日道路と改称。
- 1982年（昭和57年） - 株式会社竹中道路と改称。

## グループ企業
- 竹中工務店
- 竹中土木
- 朝日ビルド
- 東京朝日ビルド
- TAKリビング
- TAKイーヴァック
- TAKシステムズ
- TAKエンジニアリング
- 朝日興産
- TAKリアルティ
- アサヒファシリティズ
- 裏磐梯高原ホテル